# Jeffrey Goldberg
Jeffrey Mark Goldberg (Brooklyn, 22 september 1965) is een Amerikaanse journalist en hoofdredacteur van The Atlantic. Tijdens zijn negen jaar bij The Atlantic, voordat hij hoofdredacteur werd, werd Goldberg bekend om zijn verslaggeving over buitenlandse zaken. Vanaf augustus 2023 was hij presentator van het PBS-programma Washington Week (omgedoopt tot Washington Week with The Atlantic), terwijl hij aanbleef als redacteur van The Atlantic.

## Signal-gate
In maart 2025 publiceerde Goldberg een artikel in The Atlantic waarin hij stelde dat leden van het kabinet van president Donald Trump hem onbedoeld hadden opgenomen in een chatgesprek op Signal waarin geheime militaire plannen voor Amerikaanse aanvallen in Jemen werden onthuld. De nationale veiligheidsadviseur Mike Waltz had Goldberg toegevoegd, die meldde dat andere accounts in de chat leken te behoren tot vicepresident JD Vance, minister van Buitenlandse Zaken Marco Rubio, minister van Financiën Scott Bessent, minister van Defensie Pete Hegseth, directeur van de nationale inlichtingendienst Tulsi Gabbard, directeur van de Central Intelligence Agency John Ratcliffe, genomineerd directeur van het National Counterterrorism Center Joe Kent, stafchef van het Witte Huis Susie Wiles, plaatsvervangend stafchef van het Witte Huis voor beleid Stephen Miller en speciaal gezant voor het Midden-Oosten Steve Witkoff. Een woordvoerder van de Nationale Veiligheidsraad bevestigde het artikel van Goldberg.
- Bibsys: 2007797
- Bibliothèque nationale de France: cb15594108k (data)
- Gemeinsame Normdatei: 1146874006
- International Standard Name Identifier: 0000 0000 6662 1193
- Library of Congress Control Number: n2006014877
- Nationale Bibliotheek van Israël: 987007301537005171
- Nederlandse Thesaurus van Auteursnamen: 299133664
- Système universitaire de documentation: 076725022
- Virtual International Authority File: 39698497
- WorldCat: E39PBJwxJYMF7j9dF6dTPHfcyd